# Мишке (Венгрия)
Мишке (венг. Miske) — посёлок(község) в медье Бач-Кишкун в Венгрии.

## История
После изгнания турок здесь была пустынная местность. В 1719 году калочский архиепископ Имре Чаки дал разрешение на то, чтобы здесь поселилось 30 семей, и в 1724 году образовалась деревня Мишке. В 1731 году было построено первое здание церкви.
На 1 января 2015 года в посёлке проживало 1632 человека.

## Население
| Год  | Численность | Численность |
| ---- | ----------- | ----------- |
| 2013 | 1722        | [ 2 ]       |
| 2014 | 1687        | [ 3 ]       |
| 2018 | 1589        | [ 4 ]       |
| 2021 | 1579        | [ 5 ]       |
| 2022 | 1579        | [ 6 ]       |
| 2023 | 1609        | [ 7 ]       |
| 2024 | 1548        | [ 1 ]       |